# Csomortányi Lajos
Csomortányi Lajos (Sztáncsova (Temes megye), 1822. május 15. – San Francisco, Kalifornia, 1869. július) római katolikus nemesi családból származó magyar honvédőrnagy.

## Életútja
1838-tól önkéntes a 3., majd a 12. huszárezredben. 1848 márciusától a 6. könnyűlovasezredben hadnagy. 1849. július 7-től főhadnagy, a Jászkun kerületi nemzetőrség segédtisztje. Majd a 14. huszárezredben főszázados, szeptember 6-tól őrnagy ugyanitt, majd a komáromi várvédőkkel kapitulált. (Öccse, Alajos mindvégig a közelében harcolt századosi rangban, ő is a komáromi várvédőkkel kapitulált, majd emigrációba vonult.)
1849. szeptember 27-én, a komáromi kapituláció után Törökországba menekült, onnan a Sultán nevű hajóval Angliába, majd Amerikába utazott.
Kossuth Lajos ösztönzésére és Asbóth Sándor elképzelései alapján New York közelében, Dembinszki Tivadar gróf honvéd őrnagy farmján nyerges- és lőszergyárat létesítettek 1852. március 14-én. E gyárban a helybéli parancsnoksággal Csomortányi Lajos őrnagyot bízták meg, a gyár sok magyar emigránsnak adott munkát, de alig működött egy évnél tovább, 1853. május 3-án már bezárt. Ezután Csomortányi Lajos is új munka után nézett, elutazott Kaliforniába aranyásónak, majd szőlőtermelőnek. Öccse, Alajos ekkor külön útra tért, kivándorolt Ausztráliába. Csomortányi Lajos váltakozó szerencsével folytatta a szőlőtermesztést, végül el kellett adnia birtokát, házát. Farmját később Jack London vásárolta meg, aki sok jeles alkotását ott írta.